# Ksawery Walewski
Ksawery Walewski herbu Kolumna (ur. 1769 w Warszawie, zm. 24 sierpnia 1824 w Grabowie nad Pilicą) – członek Rady Nieustającej od kwietnia 1793 roku.
Członek konfederacji Adama Ponińskiego w 1773 roku. Był posłem ziemi wieluńskiej na Sejm Rozbiorowy 1773–1775.
Jako poseł wołyński na sejm grodzieński (1793) został mianowany przez króla Stanisława Augusta Poniatowskiego członkiem deputacji do traktowania z posłem rosyjskim Jakobem Sieversem. Pobierał pieniądze z kasy poselstwa rosyjskiego. Był członkiem konfederacji grodzieńskiej 1793 roku. 25 września podpisał traktat cesji ziem zagarniętych przez Prusy w II rozbiorze Polski.
Syn Anastazego i Joanny z Pułaskich, córki Józefa. Ożeniony z Marianną Wodzińską, miał syna Kazimierza.